# Sterigmostemum longistylum
Sterigmostemum longistylum là một loài thực vật có hoa trong họ Cải. Loài này được (Boiss.) Kuntze miêu tả khoa học đầu tiên năm 1891.